# Surgut
Surgut (em russo:  Сургут) é uma cidade da Rússia, localizada no distrito autónomo da Khântia-Mânsia. É uma das maiores cidades do seu distrito autónomo (sendo maior que a capital Khanty-Mansiisk), tendo em 2010, 306 675 habitantes. Surgut é uma das poucas cidades na Rússia que é  maior que a capital ou centro administrativo de seu Distrito Autônomo ou Província, em termos de população, atividade econômica e tráfego de turistas.
A cidade localiza-se na planície da Sibéria Ocidental, na margem do rio Ob, perto da confluência com o rio Irtish. Fica a 237 km de Khanty-Mansiisk e a 2139 km a nordeste de Moscou

## População História
- 348 643 (2016)
- 306 675 (2010)[2]
- 285 027 (2002)[3]
- 247 823 (1989)[4]

## História
O nome da cidade, de acordo com a tradição, se origina nas palavras khantys "sur" (peixe) e "gut" (buraco, vala). Foi fundada em 1594 por ordem do Czar Feodor I.[carece de fontes?]
Surgut até o final do século XVI era um pequeno forte com dois portões e cinco torres, um que continha uma passagem para carruagem. Em 1596 um Gostiny Dvor (tipo de Grande Mercado russo) foi estabelecido. Nos séculos XVII-XVIII foi um dos centros do desenvolvimento russo da Sibéria. A fortificação presente, construída de madeira reforçada, era localizada no cabo, fazendo impossível a abordagem despercebida pelo rio ou por terra. Na praça central do antigo assentamento existia um lugar para culto.[carece de fontes?] Pela listagem de nomes disponíveis, existiam em 1625, 222 soldados vivendo na vila. Subsquentemente, devido à alta mortalidade, a população de Surgut gradualmente diminuiu. em 1627, 216 pessoas habitavam a vila, em 1635, 200, e em 1642, 199. Na segunda parte do século XVII a população flutuou ao redor dos 200 habitantes, no final desse século existiam 185 pessoas vivendo em Surgut.[carece de fontes?]
Em 1785, o Brasão de armas de Surgut foi aprovado. Ao final do século XVIII, Surgut perderia sua importância em prol de cidades do sul da Sibéria se desenvolvendo economicamente. Seria apenas a partir de 1923, quando a cidade se tornou o centro do distrito de Tobolsk, que essa voltaria a ser significante na região. Em 1928, a primeira companhia industrial fora criada em Surgut, em 1929 uma fazendo coletiva foi estabelecida, em 1934 o primeiro jornal - "Tribuna de Surgut".[carece de fontes?]
A urbanização de Surgut aconteceu durante a década de 1960, quando se tornou o centro da produção de Gás e Petróleo. Em junho de 1965, o assentamento de trabalho de Surgut foi dada o status de Cidade. O dia da cidade é anualmente celebrado em 12 de junho.[carece de fontes?]

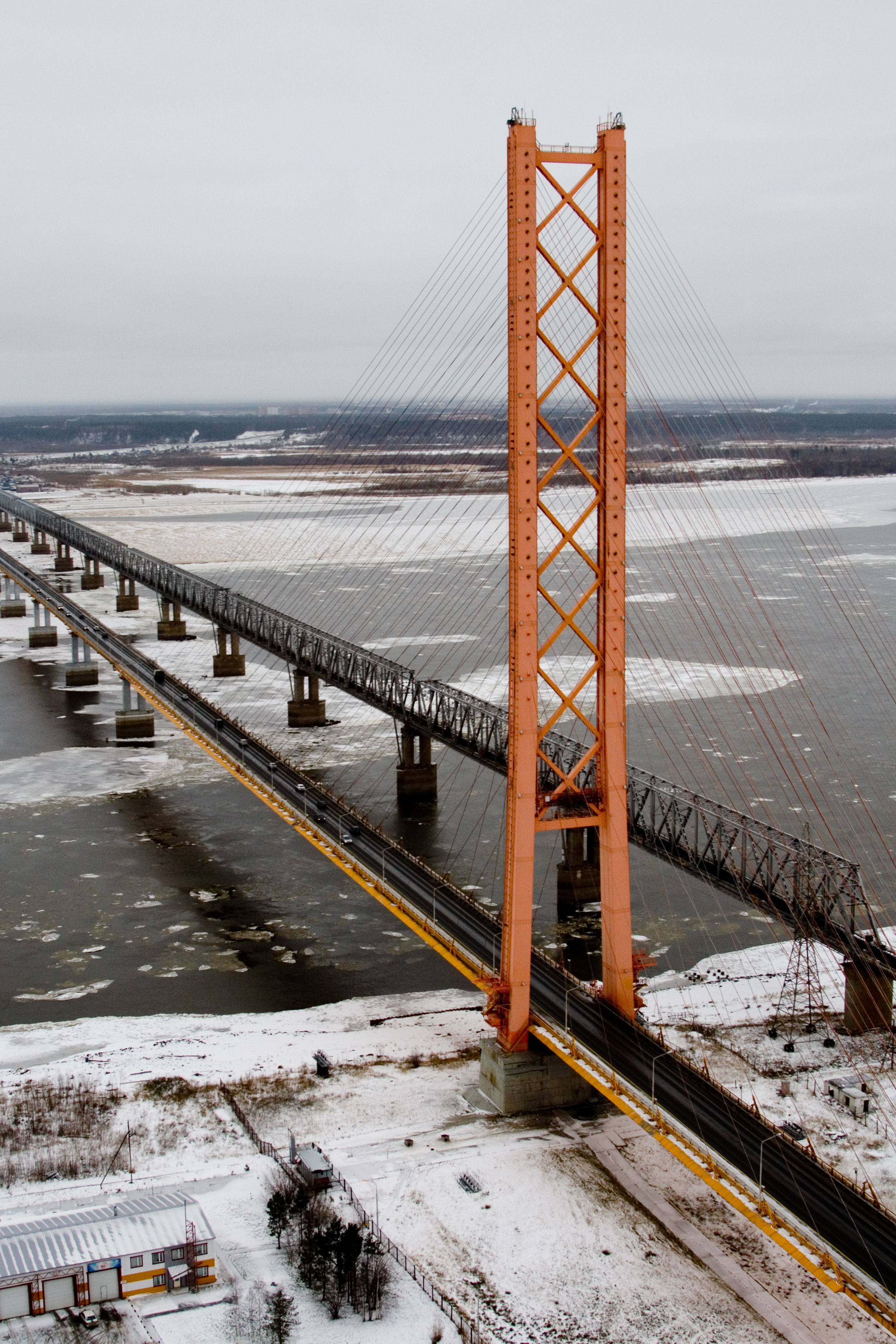
Ponte de Surgut sobre o rio Ob.

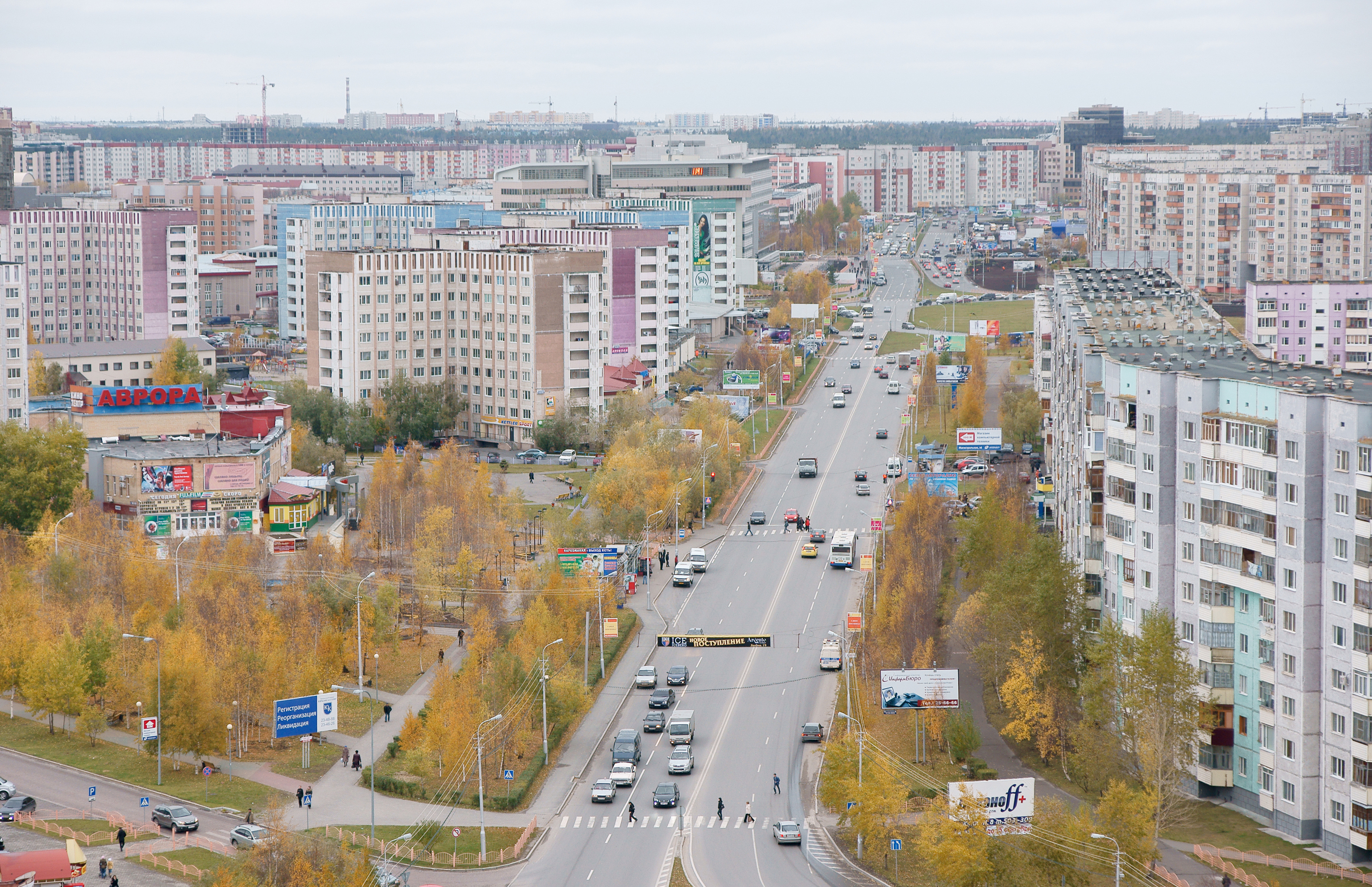
Rua Lenin, no centro da cidade.